# Arrondissement de Saldé

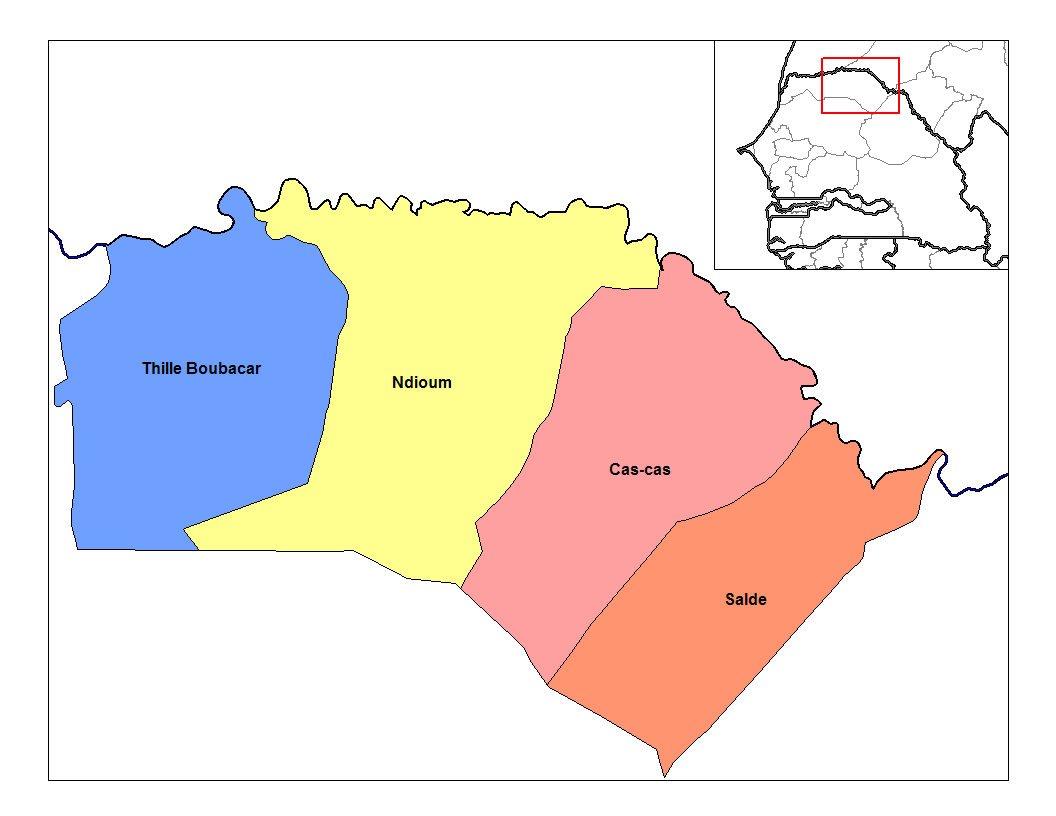
Carte des arrondissements du département de Podor au Sénégal.

L'arrondissement de Saldé est l'un des arrondissements du Sénégal. Il est situé dans le département de Podor et la région de Saint-Louis, dans le nord du pays.
Il compte deux communautés rurales :
- Communauté rurale de Mbolo Birane
- Communauté rurale de Boké Dialloubé

Son chef-lieu est Saldé.